# Pixmania
Pixmania är en fransk webbaserad hemelektronikkedja som är verksam i 14 länder och har 880 anställda. Kedjan omsatte mer än 300 miljoner euro under 2013. Pixmania ägdes av Dixons innan de 2013 såldes till det tyskbaserade holdingbolaget Mutares. Pixmania äger även bolagen Mypixmania, Primashops och E-merchant.
Kedjan ägde Webhallen Sverige mellan 2005 och 2013.
Kedjan är idag i konkurs och saluför därför inte längre några produkter.

## Historik
Pixmaniagruppen har sina rötter i Rosenblums familjekoncern Les Laboratoires parisiens. Under 80-talet bestod koncernen av Press Labo Service, som sålde tidningar till kiosker, Studio national, Frankrikes största skolfotoföretag och Primaphot. År 1999 var det dags för de två sönerna Steve och Jean-Emile att ta över. Till en början övervägde de att börja framställa bilder över internet men insåg att det inte höll då de digitala kamerorna inte höll måttet och bredband var sällsynt. De började istället då sälja kameror under den nystartade sidan Pixmania.com som lanserades 2000.
År 2001 gick en fransk riskkapitalsfirma in i bolaget och 2002 byttes namnet till Fotovista som passade bättre internationellt. 2006 köptes bolaget upp av Dixons för 266 miljoner euro. År 2009 bytte man namn från Fotovista gruppen till Pixmania gruppen.

## Kontrovers
Pixmania har vid flera tillfällen varit uppe för granskning på grund av klagomål och långa reklamationstider, upp till åtta veckor, utan att problem blivit åtgärdade. Senast skedde detta 25 november 2007 i programmet Plus som sänds på SVT2. Företaget har också fått kritik för att man i sina allmänna villkor säger att tvister mellan konsument och företag hanteras av fransk lagstiftning, och inte svensk konsumentköplag.